# Scarus frenatus
Scarus frenatus es una especie de peces de la familia Scaridae en el orden de los Perciformes.

## Morfología
Los machos pueden llegar alcanzar los 47 cm de longitud total.

## Distribución geográfica
Se encuentra desde el mar Rojo hasta las islas de la Línea, el sur de Japón y Australia Occidental. Ausente de las Hawaii.